# 桑田笹舟
桑田 笹舟（くわだ ささふね、明治33年（1900年）6月24日 - 平成元年（1989年）7月31日）は、日本の書道家。福山市名誉市民。本名・桑田 明（くわだ あきら）。

## 経歴
広島県福山市坪生町出身。1922年、神戸市立教員養成所に入学し、安東聖空に師事。1924年、文部省師範学校中学校高等女学校教員検定試験習字科に合格し、教員生活を始める一方、西谷卯木らとかな書の研究を始め、古筆研究家の田中親美に師事。同年、一楽書学院（一楽書芸院）を設立して笹舟と号す。1927年『かなとうた』発刊。1932年、関西書道会展、東方書道会展で最高賞受賞。1940年、教員を退職し、創作と学院の運営に専念する。
戦後は日本かな書道界を牽引し、現代かな書の先駆けとなる。1951年、日展特選。1956年、朝日新聞社主催「現代書道二十人展」に出品。1965年、兵庫県文化賞。1970年、日本芸術院賞受賞。1978年、勲四等旭日小綬章。1980年、東大寺華厳経奉納。1981年、紺綬褒章。1982年、東宮御所において皇太子妃（現在の上皇后美智子）に料紙について御進講を務めた。1986年、福山市名誉市民。その他、日展審査員・評議員・理事、毎日書道展審査会員、一楽書芸院会頭、書道笹波会会長、日本書芸院名誉顧問などを歴任した。
関西かな上位の基盤を作った一人で、門下から多くの人材を輩出した。弟子に桑田三舟、山龍洞、池内艸舟がいる。なお、三舟は実子である。月刊誌『書芸公論』や『書道笹波』を刊行し、門人への教授を行ったほか、1960年代から、屏風や額といった大きな媒体に大字のかな（大字かな）を書き、「大字かな」運動の先駆者として書道隆盛の基礎を築いた。また、書だけでなく、料紙研究の分野でも功績を残し、料紙研究の延長として、寸松庵色紙や継色紙といった古典の仮名名筆の復元研究に取り組んだ。
2020年、笹舟の作品42点と収集作品などがふくやま書道美術館に寄贈された。

## 書籍
単著
- 『和漢書道史』一楽書楽院、1931年
- 『仮名の研究』一楽書学院、1932年
- 『仮名書道概説』一楽学院、1935年
- 『笹舟かな教室 基礎』内山松魁堂、1975年 - 1978年
- 『野崎帖』書道笹波出版部、1980年

編著
- 『比庵』清水比庵著、一楽学院、1962年
- 『和泉式部集 伝藤原行成筆 改訂版』書道笹波会、1980年
- 『粘葉本寸松庵古今集 改訂版』笹波出版、1981年
- 『関戸本古今和歌集』笹波出版、1982年